# David Cronenberg
David Cronenberg (Toronto, 15 marzo 1943) è un regista, sceneggiatore, attore, produttore cinematografico e direttore della fotografia canadese.
È ritenuto pioniere del genere cinematografico indicato come body horror, che esplora il terrore dell'uomo di fronte alla mutazione del corpo, all'infezione e contaminazione della carne, intrecciando l'elemento psicologico della storia con quello fisico.
Nella prima metà della sua carriera Cronenberg ha esplorato questi temi soprattutto attraverso l'horror e la fantascienza, mentre successivamente i suoi lavori si sono successivamente spinti al di là di questi generi, approdando anche al noir. Nel 2018 gli è stato conferito il Leone d'oro alla carriera.

## Biografia
Cronenberg è nato a Toronto, nell'Ontario, il 15 marzo del 1943, figlio di Milton Cronenberg, uno scrittore ed editorialista statunitense originario di Baltimora (nel Maryland), e di Esther Sumberg, una musicista canadese, entrambi provenienti da famiglie ebraiche aschenazite d'origine lituana. Cresciuto in un clima familiare laico e progressista, Cronenberg si dichiara ateo: "Molte sono le cose che ci aiutano a evadere dalla realtà del corpo umano che per me, ateo che non crede a una vita ultraterrena e allo spirito che vive separatamente dal corpo, è un'evasione dalla realtà della condizione umana." Si laurea in lettere all'Università di Toronto, e attraverso i suoi studi ha detto di aver trovato ispirazione per il suo cinema da letture filosofiche e dagli autori della Beat Generation, come William S. Burroughs e da altri come Vladimir Nabokov.
Dopo aver scritto una gran quantità di racconti fantascientifici, comincia a dedicarsi al cinema realizzando quattro cortometraggi e i suoi primi due lungometraggi a bassa distribuzione: Stereo (1969) e Crimes of the Future (1970). Nel 1975 scrive e dirige Il demone sotto la pelle, primo film ad avere una regolare distribuzione e a essere programmato anche in Italia. Attraverso tutto l'arco della sua carriera, il cinema di Cronenberg ha seguito una progressione definita, muovendo da tematiche sociali verso un'analisi dell'interiorità umana.
I suoi primi film si incentrano sulla modifica del corpo umano da parte di scienziati, e si risolvono in un'anarchia sociale (Il demone sotto la pelle, Rabid - Sete di sangue). Più avanti Cronenberg cominciò ad interessarsi all'angoscia interiore dei protagonisti frutto dello sconsiderato progresso della scienza (Brood - La covata malefica, Scanners, Videodrome). In un periodo più tardo lo scienziato stesso è trasformato dalla sua stessa arroganza nel film più famoso del regista, La mosca. Questo percorso culmina in Inseparabili, in cui due gemelli ginecologi condividono ogni cosa nella vita e si lasciano trascinare in una spirale di codipendenza e uso di droga. La successiva produzione di Cronenberg si rivolge maggiormente a temi psicologici come il contrasto fra realtà soggettiva e oggettiva: Il pasto nudo, dal romanzo di William Burroughs, sull'arte come esplorazione dei meandri mentali, in questo caso sotto l'effetto di psichedelici; eXistenZ, sull'illusione, il gioco, il moltiplicarsi dei livelli di realtà; M. Butterfly, sull'amore impossibile e sul desiderio come elaborazione cerebrale; Spider; sul tormentato mistero della malattia psichica.
Cronenberg stesso ha detto che i suoi film dovrebbero essere visti dal "punto di vista della malattia", ovvero dal punto di vista del personaggio che, una volta entrato in contatto con il morbo, diventa simbolo della malattia stessa. Questa prospettiva, che assegna un punto di vista neutrale al morbo e non tenta di demonizzarlo, è illustrata chiaramente ne La mosca in cui il protagonista scopre di essersi geneticamente fuso con un insetto. Piuttosto che dire "La macchina del teletrasporto ha sbagliato", dice "La macchina del teletrasporto è diventata un fusore di geni": l'infezione e il disastro, nel cinema di Cronenberg, sono più agenti della trasformazione personale che problemi da risolvere. Allo stesso modo, in Crash (1996), persone che sono già state coinvolte in incidenti d'auto, ricercano nuovamente quest'esperienza vedendola come "un evento fertilizzante più che distruttivo". In questo senso a Cronenberg, autore filosofico, interessa esplorare le diverse possibilità percettive e le derive apparentemente patologiche derivanti dalla messa in discussione del principio di realtà.
Cronenberg ha anche dichiarato che, al di là dell'esplorazione filosofica condotta nelle sue opere riguardo alla condizione esistenziale umana e al rapporto tra mente e corpo, o proprio in relazione a essa, i suoi film possono considerati commedie, sia pur in senso "non tradizionale", cogliendo da una prospettiva ironica e paradossale ciò che racconta e i temi che affronta.
Escludendo La zona morta (1983) e La mosca, Cronenberg non ha mai lavorato con grandi budget, alla maniera hollywoodiana, sebbene non gli siano mancate opportunità di farlo. Infatti, in un primo momento, era stato preso in considerazione da George Lucas come possibile regista de Il ritorno dello Jedi, ma egli stesso declinò l'offerta. Cronenberg lavorò anche per circa un anno ad una versione di Atto di forza ma, una volta comprese le "divergenze creative" con il produttore Dino De Laurentiis e con lo sceneggiatore Ronald Shusett, abbandonò il progetto; una versione differente dello stesso film venne realizzata da Paul Verhoeven. Alla fine degli anni novanta, Cronenberg venne annunciato come regista di un seguito del film di Verhoeven, Basic Instinct, ma anche questo progetto andò a monte.

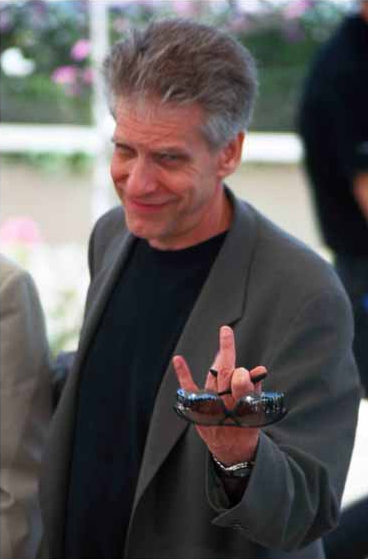
David Cronenberg al Festival di Cannes 2002

A History of Violence (2005), interpretato da Viggo Mortensen, è uno dei suoi lavori a più alto budget. Cronenberg ha dichiarato che la decisione di dirigerlo era stata influenzata dalla necessità di finire di pagare alcuni stipendi per il suo precedente film Spider, ma è comunque stato uno dei suoi film più acclamati dalla critica. A settembre 2007, trionfa a Toronto con La promessa dell'assassino aggiudicandosi il premio dei fan. Il film rappresenta un'insolita incursione nel noir in cui Mortensen si conferma feticcio del nuovo corso intrapreso dal regista canadese. Tanto A History of Violence quanto La promessa dell'assassino si rivolgono a un pubblico più vasto. La qualità artistica di questi due nuovi film non è comunque inferiore rispetto a quella delle sue precedenti opere, un fatto confermato anche dalla critica internazionale.
Fin da Inseparabili del 1988, David Cronenberg ha sempre lavorato con il direttore della fotografia Peter Suschitzky, che ha diretto la fotografia de L'Impero colpisce ancora, di cui Cronenberg era stato invitato a girare il sequel. Cronenberg ha affermato più volte che il lavoro di Suschitzky in Episodio V lo ha reso il miglior film di fantascienza che abbia mai visto, e questo fu uno dei principali motivi per cui lo scelse come suo collaboratore in Inseparabili.
Cronenberg ha fatto anche alcune apparizioni in film di altri registi come attore. La maggior parte di queste apparizioni sono dei cameo, come in Tutto in una notte di John Landis in Extreme Measures - Soluzioni estreme di Michael Apted e nella serie TV Alias. Ma occasionalmente ha anche recitato parti di maggior importanza, come in Cabal e Last Night. Non ha mai interpretato ruoli significativi nei suoi film, ma ha fatto una breve apparizione ne La mosca come uno dei ginecologi e può essere intravisto nella folla di "indemoniati" ne Il demone sotto la pelle. Nel 2008 Cronenberg realizza due progetti extra-cinematografici: la mostra "Chromosomes" al Palazzo delle Esposizioni di Roma e l'opera "The Fly" a LaOpera di Los Angeles e al teatro Châtelet di Parigi.
Abbandonato il progetto di The Matarese Circle,, nel 2010 Cronenberg ha girato A Dangerous Method, che racconta la travagliata vicenda riguardante Sigmund Freud (Viggo Mortensen), Carl Gustav Jung (Michael Fassbender) e la paziente Sabina Spielrein (Keira Knightley). Nel 2012 sceneggia e dirige Cosmopolis, tratto dall'omonimo romanzo di Don DeLillo con protagonista Robert Pattinson e presentato in concorso al 65º Festival di Cannes. Due anni dopo Cronenberg torna a Cannes presentando Maps to the Stars, film ambientato nel mondo hollywoodiano analizzandone i lati più controversi, con protagonisti Julianne Moore, John Cusack e sempre Pattinson.
Sempre nel 2014, esce nelle librerie il primo romanzo scritto dal regista canadese, Divorati, storia di una coppia di giornalisti che viene coinvolta in violenze e cospirazioni internazionali dopo essere giunti in Europa per investigare su una serie di delitti. Il libro, scritto da Cronenberg in otto anni, vede i classici elementi che caratterizzano le opere del regista, come il sesso estremo, la violenza e le ossessioni. Nel 2018, riceve il Leone d'oro alla carriera della Mostra internazionale d'arte cinematografica di Venezia.
Nel 2020 entra a far parte del cast della sesta serie televisiva di fantascienza del franchise di Star Trek, Star Trek: Discovery, nel ruolo ricorrente di Kovich, ufficiale della Federazione dei Pianeti Uniti, che vive nel XXXII secolo, dove arriva la USS Discovery, dopo aver viaggiato nel tempo attraverso un wormhole proveniente dal XXIII secolo. Nel 2022 Cronenberg torna alla regia di un lungometraggio con Crimes of the Future, opera che segna il suo ritorno al filone del new horror che gli diede il successo. Il film viene presentato al Festival di Cannes 2022. Nello stesso anno viene annunciata la messa in cantiere di The Shrouds - Segreti sepolti, progetto che vede il regista tornare a lavorare con Vincent Cassel.

## Vita privata
Dopo una relazione con Margaret Hindson, che ha contribuito a curare l'aspetto tecnico dei suoi lavori nella prima metà degli anni Settanta, nel 1979 ha sposato la produttrice Carolyn Zeifman, cui è rimasto legato fino alla morte di lei nel 2017. Dei loro figli, Brandon Cronenberg è anche lui regista di genere horror, Caitlin Cronenberg è fotografa e regista.

## Filmografia

### Regista

#### Cinema
- Transfer – cortometraggio (1966)
- From the Drain – cortometraggio (1967)
- Stereo (1969)
- Crimes of the Future (1970)
- Il demone sotto la pelle (Shivers, 1975)
- Rabid - Sete di sangue (Rabid, 1977)
- Veloci di mestiere (Fast Company, 1979)
- Brood - La covata malefica (The Brood, 1979)
- Scanners (1981)
- Videodrome (1983)
- La zona morta (The Dead Zone, 1983)
- La mosca (The Fly, 1986)
- Inseparabili (Dead Ringers, 1988)
- Il pasto nudo (Naked Lunch, 1991)
- M. Butterfly (1993)
- Crash (1996)
- eXistenZ (1999)
- Camera – cortometraggio (2000)
- Spider (2002)
- A History of Violence (2005)
- La promessa dell'assassino (Eastern Promises, 2007)
- Il suicidio dell'ultimo ebreo del mondo nell'ultimo cinema del mondo (At the Suicide of the Last Jew in the World in the Last Cinema in the World), episodio di Chacun son cinéma - A ciascuno il suo cinema (Chacun son cinéma) (2007)
- A Dangerous Method (2011)
- Cosmopolis (2012)
- The Nest – cortometraggio (2013)
- Maps to the Stars (2014)
- The Death of David Cronenberg, codiretto con Caitlin Cronenberg – cortometraggio direct-to-video (2021)
- Crimes of the Future (2022)
- The Shrouds - Segreti sepolti (Les Linceuls, 2024)

#### Televisione
- Jim Ritchie Sculptor – cortometraggio TV (1971)
- Letter from Michelangelo – cortometraggio TV (1971)
- Tourettes – cortometraggio TV (1971)
- Programme X – serie TV, 1 episodio (1972)
- Don Valley – cortometraggio TV (1972)
- Fort York – cortometraggio TV (1972)
- Lakeshore – cortometraggio TV (1972)
- Winter Garden – cortometraggio TV (1972)
- Scarborough Bluffs – cortometraggio TV (1972)
- In the Dirt – cortometraggio TV (1972)
- Peep Show – serie TV, 2 episodi (1976)
- Teleplay – serie TV, episodio 1x05 (The Italian Machine) (1976)
- Venerdì 13 (Friday the 13th: The Series) – serie TV, episodio 1x12 (1988)
- Scales of Justice – serie TV, 2 episodi (1990-1991)
- Consumed – cortometraggio TV (2014)

### Attore

#### Cinema
- Tutto in una notte (Into the Night), regia di John Landis (1985)
- La mosca (The Fly), regia di David Cronenberg (1986)
- Cabal (Nightbreed), regia di Clive Barker (1990)
- Blue, regia di Don McKellar – cortometraggio (1992)
- Boozecan, regia di Nicholas Campbell (1994)
- Henry & Verlin, regia di Gary Ledbetter (1994)
- Il verdetto della paura (Trial by Jury), regia di Heywood Gould (1994)
- Da morire (To Die For), regia di Gus Van Sant (1995)
- Blood & Donuts, regia di Holly Dale (1995)
- The Stupids, regia di John Landis (1996)
- Extreme Measures - Soluzioni estreme (Extreme Measures), regia di Michael Apted (1996)
- The Grace of God, regia di Gérald L'Ecuyer (1997)
- Last Night, regia di Don McKellar (1998)
- Resurrection, regia di Russell Mulcahy (1999)
- Jason X (Jason X), regia di James Isaac (2002)
- La versione di Barney, regia di Richard J. Lewis (2010)
- L'altra Grace, regia di Mary Harron (2017)
- Disappearance at Clifton Hill, regia di Albert Shin (2019)
- Falling - Storia di un padre (Falling), regia di Viggo Mortensen (2020)
- The Death of David Cronenberg, regia di Caitlin Cronenberg e David Cronenberg – cortometraggio direct-to-video (2021)

#### Televisione
- Alias – serie TV, episodi 3x09-3x10 (2003)
- Moonshine Highway, regia di Andy Armstrong – film TV (1996)
- Il giudice (The Judge), regia di Mick Garris – film TV (2001)
- Star Trek Discovery – serie TV, 8 episodi (2020-2024)
- Slasher – serie TV, 8 episodi (2021)

### Direttore della fotografia
- Stereo, regia di David Cronenberg (1969)
- Crimes of the Future, regia di David Cronenberg (1970)

### Produttore
- Across This Land with Stompin' Tom Connors, regia di John C.W. Saxton (1973)
- Inseparabili (Dead Ringers), regia di David Cronenberg (1988)
- Spider, regia di David Cronenberg (2002)
- A History of Violence, regia di David Cronenberg (2005)
- Cosmopolis, regia di David Cronenberg (2012)

### Sceneggiatore
- Stereo, regia di David Cronenberg (1969)
- Crimes of the Future, regia di David Cronenberg (1970)
- Il demone sotto la pelle (Shivers), regia di David Cronenberg (1975)
- Rabid - Sete di sangue (Rabid), regia di David Cronenberg (1977)
- Veloci di mestiere (Fast Company), regia di David Cronenberg (1979)
- Brood - La covata malefica (The Brood), regia di David Cronenberg (1979)
- Scanners, regia di David Cronenberg (1981)
- Videodrome, regia di David Cronenberg (1983)
- La mosca (The Fly), regia di David Cronenberg (1986)
- Inseparabili (Dead Ringers), regia di David Cronenberg (1988)
- Il pasto nudo (Naked Lunch), regia di David Cronenberg (1991)
- Crash, regia di David Cronenberg (1996)
- eXistenZ, regia di David Cronenberg (1999)
- Cosmopolis, regia di David Cronenberg (2012)
- The Death of David Cronenberg, regia di Caitlin Cronenberg e David Cronenberg – cortometraggio direct-to-video (2021)
- Crimes of the Future, regia di David Cronenberg (2022)
- The Shrouds - Segreti sepolti (Les Linceuls), regia di David Cronenberg (2024)

### Soggettista
- Stereo, regia di David Cronenberg (1969)
- Crimes of the Future, regia di David Cronenberg (1970)
- Il demone sotto la pelle (Shivers), regia di David Cronenberg (1975)
- Rabid - Sete di sangue (Rabid), regia di David Cronenberg (1977)
- Veloci di mestiere (Fast Company), regia di David Cronenberg (1979)
- Brood - La covata malefica (The Brood), regia di David Cronenberg (1979)
- Scanners, regia di David Cronenberg (1981)
- Videodrome, regia di David Cronenberg (1983)
- eXistenZ, regia di David Cronenberg (1999)
- Crimes of the Future, regia di David Cronenberg (2022)
- The Shrouds - Segreti sepolti (Les Linceuls), regia di David Cronenberg (2024)

## Libri
- Divorati [Consumed], Milano, Bompiani, 2014, ISBN 978-88-452-7093-2.

## Riconoscimenti (parziale)
- David di Donatello
  - 2006 – Candidatura al miglior regista straniero per A History of Violence
- Festival di Cannes
  - 1996 – Premio speciale della giuria per Crash
  - 2002 – Candidatura alla Palma d'oro per Spider
  - 2005 – Candidatura alla Palma d'oro per A History of Violence
  - 2006 – Golden Coach
  - 2012 – Candidatura alla Palma d'oro per Cosmopolis
  - 2014 – Candidatura alla Palma d'oro per Maps to the Stars
- Festival di Venezia
  - 2018 – Leone d'oro alla carriera
- Nastro d'argento
  - 1989 – Candidatura al miglior regista straniero per Inseparabili
- Premio BAFTA
  - 2007 – Candidatura al miglior film per La promessa dell'assassino